# Fuentespalda
Fuentespalda (en catalán Fondespatla) es una localidad y municipio de la provincia de Teruel que pertenece a la comarca de Matarraña en la comunidad autónoma de Aragón, España.

## Toponimia
Cuenta la leyenda que su nombre viene de que en cualquier parte del pueblo siempre se le da la espalda a una fuente. En realidad procede del latín Focem (Foz) *Spathula, diminutivo de Spatha, sustantivo de «escarpado». Su primer señor feudal en la carta de población recibe el nombre de Señor de Fondespala.  En la variedad local del catalán fronterizo se conoce a Fuentespalda como Fontdespatla, si bien en en el nomenclátor de Aragón de 2023 el nombre oficial es exclusivamente Fuentespalda.

## Geografía
El término municipal, con una superficie de 38 km², se sitúa en la zona norte de la comarca del Matarraña, en el interfluvio de los río Pena y Tastavins. Su relieve es montañoso y accidentado y presenta una gran diversidad geológica ya que se sitúa en la zona de confluencia de las tres grandes unidades morfoestructurales del noreste peninsular: sistema ibérico, sistema mediterráneo y depresión del Ebro. 
El entorno paisajístico es asimismo rico y diverso y, en general, se encuentra bien conservado. Al este de la población, que se encuentra a 710 m sobre el nivel del mar, se extiende un área boscosa en la que predomina el pino carrasco y en la que no es difícil avistar cabras hispánicas. El sector montañoso forma parte del territorio natural de Els Ports de Tortosa-Beceite. Frente a él discurre el curso del río Tastavins donde hay parajes en los que predomina la vegetación de ribera junto a cuidados campos de labor de cereales, almendros y olivos.

## Historia
En las inmediaciones de Fuentespalda se han encontrado restos arqueológicos que permiten confirmar la ocupación de estas tierras desde la Prehistoria reciente. De época prehistórica es especialmente interesante el pequeño abrigo del valle dels Figuerals donde se conservan algunos restos de pinturas rupestres levantinas (los cuartos traseros de un cuadrúpedo). 
Entre los yacimientos de época histórica destaca la Vila Vella que constituye uno de los pocos asentamientos de época plenamente romana (siglos I-III) conocidos en este sector del Matarraña y que, sin duda, debió ser el núcleo antecesor de la población actual. 
Cuando la reconquista de este sector oriental de Aragón, allá por el siglo XII, la localidad de Fuentespalda figura mencionada como una aldea o caserío perteneciente al territorio de peña Aznar Lagaya, aldea o caserío que fue dada en feudo en 1175 al obispo e iglesia de San Salvador de Zaragoza. En 1232 se concedió carta de población a los nuevos habitantes de esta localidad procedentes en su mayor parte de la zona norte de Lérida. En 1295, a pesar de ser una aldea dependiente de Valderrobres, obtuvo el privilegio de tener jurados y justicia propios. Este hecho si bien significaba su independencia como municipio no impidió que durante varios siglos la villa de Fuentespalda pagara impuestos, diezmos y primicias al obispado de Zaragoza. 
En 1659 se procedió a la partición de los términos de Fuentespalda y Valderrobres. Durante la Edad Moderna y Contemporánea, tras haberse liberado del sometimiento al obispado de Zaragoza, las tierras y población de Fuentespalda, como en general las del Matarraña, sufrieron los efectos devastadores de varias guerras y conflictos que no beneficiaron al desarrollo de la zona. Este hecho, unido a la tradicional falta de buenas comunicaciones y a una importante emigración a lo largo del siglo XX, han contribuido a reforzar un carácter netamente rural que ha perdurado hasta nuestros días.
En agosto de 2019, una noticia del pueblo dio la vuelta al mundo: la apertura de la tirolina más larga de Europa —con 2 km de recorrido y 200 m de desnivel—.

## Demografía
Fuentespalda cuenta con una población de 289 habitantes (INE 2024).
| Gráfica de evolución demográfica de Fuentespalda entre 1842 y 2021                                                  |
| |
| Población de derecho según los censos de población del INE Población de hecho según los censos de población del INE |

### Urbanismo
Todavía es posible reconocer con bastante precisión los límites de la antigua villa medieval de Fuentespalda, situada en lo alto de una pequeña elevación de terreno, a modo de cresta, que destaca levemente de su entorno inmediato y junto a la cual se encuentran varias fuentes naturales. En el siglo XV la villa de Fuentespalda tenía 85 casas cuya huella todavía puede adivinarse en el urbanismo de su centro histórico. La pequeña población, de marcado carácter rural, estaba rodeada de una muralla que en algunos tramos estaría formada por las partes traseras de las viviendas. En esta muralla se abrían varias puertas algunas de las cuales serían transformadas posteriormente en portales capillas (portales de San Francisco Javier y de San Antonio). En los extremos de la calle Mayor debieron existir también dos portales; uno de ellos, el portal de la Virgen del Carmen, conserva todavía sus dos arcos apuntados. El otro debió desaparecer con las reformas de la zona oriental de la población a mediados del siglo XVI, cuando se construyó la Casa de los Belsas y se debió reformar la plaza. Esta gran casa palaciega, construida con sillería, se adapta a la tipología del palacio aragonés y constituye uno de los edificios más importantes y singulares de la localidad.

## Administración y política
La alcaldesa después de las elecciones locales de 2023 es 	Nerea Caldú Gabalda, del partido PP.
| Partido político    | Partido político                                   | 2003   | 2007   | 2011   | 2015   | 2019   | 2023   |
| Partido político    | Partido político                                   | Ediles | Ediles | Ediles | Ediles | Ediles | Ediles |
|                     | Partido Aragonés (PAR)                             | 4      | 3      | 3      | 5      | —      | 2      |
|                     | Partido de los Socialistas de Aragón (PSOE-Aragón) | 0      | 2      | 1      | 2      | —      | —      |
|                     | Partido Popular de Aragón (PP)                     | 3      | 2      | 3      | —      | —      | 5      |
| Total de concejales | Total de concejales                                | 7      | 7      | 7      | 7      | 7      | 7      |

| Período   | Alcalde                    | Partido |  |
| --------- | -------------------------- | ------- |  |
| 1979-1983 | Pedro Sancho Lisbona       | UCD     |  |
| 1983-1987 |                            |         |  |
| 1987-1991 |                            |         |  |
| 1991-1995 |                            |         |  |
| 1995-1999 |                            |         |  |
| 1999-2003 |                            |         |  |
| 2003-2007 |                            |         |  |
| 2007-2011 |                            |         |  |
| 2011-2015 | María Carmen Agud Aparicio | PAR     |  |
| 2015-2019 |                            |         |  |
| 2019-2023 | María Carmen Agud Aparicio | PAR     |  |
| 2023-     | Nerea Caldú Gabalda        | PP      |  |

## Patrimonio

### La iglesia de El Salvador y su órgano
La iglesia de El Salvador de Fuentespalda se encuentra en un extremo de la plaza de España. Originariamente gótica como otras iglesias parroquiales de la comarca del Matarraña construidas a lo largo del siglo XIV bajo el mecenazgo de los arzobispos de Zaragoza. Es gótico el ábside (posteriormente convertido en el pie de la iglesia, la entrada) así como el primer tramo de la nave con sus dos capillas. Este tramo se cubre con bóveda de crucería. 
En el siglo XVII, época del barroco e inicios del neoclasicismo, se procedió a una amplia reforma de la antigua iglesia gótica según los gustos de esa época. Fue entonces cuando se abrió portada en el antiguo ábside, se construyó sobre ella una gran espadaña. En el interior se instaló gran coro alto. Se amplió el templo con un nuevo tramo y un nuevo presbiterio que se cubrieron con bóvedas barroco-neoclásicas. En el coro se conserva un magnífico órgano construido hacia 1680 que fue reformado y ampliado en 1704 por Francisco Turull. Este órgano, de mobiliario barroco en madera profusamente decorado, fue restaurado y recuperado en 1993 y desde entonces está en uso.

### Casa consistorial, archivo histórico y la imagen de San Miguel
En el centro de la antigua villa de Fuentespalda se construyó, en los últimos años del siglo XVI, la Casa consistorial o ayuntamiento: un edificio de tres plantas construido en sillería, declarado Bien de Interés Cultural.[cita requerida] En la fachada principal del edificio destaca su gran portada con arco de medio punto, construida con grandes dovelas y una serie de ventanas adinteladas con alféizares de piedra. Curiosamente este ayuntamiento no tiene aneja una lonja ya que esta se construyó en otro lugar de la población, en uno de los ángulos de la actual plaza de España. No obstante, en su planta baja se emplazó la antigua carnicería, la cárcel y, en la trasera del edificio, el horno viejo, que todavía conserva el escudo episcopal en la clave del arco del mismo. 
Dentro del edificio, en el archivo municipal, se conserva una gran colección de documentos antiguos de diversas épocas, entre ellos 148 pergaminos, que constituyen una de las colecciones más completas del Matarraña. También en el salón de plenos de este ayuntamiento se conserva, en el interior de una hornacina, una talla gótica, probablemente del siglo XV, de estilo gótico-tardío o italogótico que representa a San Miguel y que constituye una de las piezas de esta época más importantes de la provincia de Teruel. Esta talla de San Miguel tiene a sus pies una oca, cuando siempre se le ha representado con un dragón. De ello se deduce que la talla es de época templaria, pues la oca era el animal sagrada de los templarios. Se puede observar como la oca ha sido manipulada al incorporarle unas cabezas de dragón.

### La Torreta
En la parte más elevadas del casco urbano, por la calle Buenaire, se conserva todavía en muy buen estado la «Torreta»: un gran torreón de vigilancia, probablemente del siglo XV, que destaca sobre el antiguo caserío del pueblo. La torreta debió ser el principal torreón defensivo de la villa medieval de Fuentespalda que estuvo rodeada por un largo recinto amurallado que protegía a la población. El imponente edificio, sin apenas ventanas o aberturas al exterior, es de planta rectangular y se construyó en sillería y mampostería. La Torreta fue utilizada también desde el siglo XIX como prisión, tal como se deduce del azulejo situado sobre su puerta en el que se lee: «Cárcel pública». En la planta baja todavía se puede contemplar el único juego completo original de cadenas y argollas para inmovilizar a los reos que se conserva en la «ruta de las cárceles del Matarraña».
A su interior se accede a través de una pequeña puerta ojival. Originalmente tuvo tres plantas y en su parte superior, probablemente, una pequeña terraza con suelo y cubierta de madera. En la última rehabilitación del edificio se añadió un mirador cubierto sobre el torreón y se habilitaron cinco plantas para salas de exposición o museo del patrimonio de la localidad. Desde lo alto de la Torreta se puede contemplar una vista panorámica de la localidad y el entorno natural. Hoy alberga el centro de interpretación de los torreones del Matarraña.

### El cementerio medieval
Cerca de la iglesia de Fuentespalda se ha recreado recientemente un singular espacio funerario aprovechando un reducido sector, de unos 120 m² de superficie, en el interior del cementerio viejo de la localidad. Hasta entonces, se conservaban encima de la tapia de este cementerio abandonado una veintena de antiguas estelas funerarias discoidales que constituyen uno de los conjuntos más completos de este tipo de señalización funeraria conservados en la comunidad autónoma aragonesa. El proyecto de recreación del cementerio medieval ha consistido en la retirada de estas interesantes piezas que, tras ser limpiadas y consolidadas, se han expuesto y presentado reproduciendo la fisonomía de un espacio funerario de esa época. Las estelas discoidales de Fuentespalda debieron ser realizadas en un taller local y su tipología y decoración están, muy a menudo, relacionadas con la iconografía medieval de la danza de la Muerte a través de representaciones de tocados religiosos (obispo, arzobispo, papa), reales (coronas), esqueletos y calaveras, etc., que simbolizan la igualdad de todos los hombres ante la muerte. El estudio iconográfico de estas estelas ha revelado que debieron ser realizadas en la Edad Moderna, probablemente entre los siglos XVI y XVIII, confirmando de este modo el prolongado uso de este tipo de piezas durante varios siglos en las zonas rurales mal comunicadas.